# Christian Frederik Knuth (Rittmeister)
Lehnsbaron Christian Frederik Knuth-Christiansdal (* 22. März 1788 in Kopenhagen; † 24. November 1852 auf Lilliendal) war ein Offizier in dänischen und russischen Diensten sowie Hofjägermeister.

## Leben
Knuth entstammte dem mecklenburgisch-dänischen Uradelsgeschlecht Knuth, er war der einzige Sohn und das dritte von vier Kindern von Adam Christopher Knuth und dessen Gattin Sophia Magdalena, geb. von Moltke. Am 25. November 1819 heiratete er in Neudorf Louise Charlotte von Buchwaldt, die ihm 1821 den Sohn Adam gebar.
Am 27. November 1807 wurde Knuth Freiwilliger im dänischen Heer und am 20. Dezember desselben Jahres Kornet im seeländischen Dragonerregiment. Am 2. Juni 1809 wurde er Sekondeleutnant, ab dem 11. Oktober 1810 hatte er nur noch eine Dienststellung à la suite und am 4. Juli 1815 nahm er seinen Abschied. Später wurde er russischer Rittmeister. Am 8. Februar 1820 wurde er zum Hofjägermeister ernannt.

## Vorfahren
| Christian Frederik Knuth Baron von Liliendal | Adam Christopher Knuth Graf von Christiansdal | Christian Friderich Knuth Baron von Christiansdal | Adam Christoph von Knuth Graf von Knuthenborg                                   |
| Christian Frederik Knuth Baron von Liliendal | Adam Christopher Knuth Graf von Christiansdal | Christian Friderich Knuth Baron von Christiansdal | Ida Margrethe von Knuth, geb. Reventlow                                         |
| Christian Frederik Knuth Baron von Liliendal | Adam Christopher Knuth Graf von Christiansdal | Anne Christine Knuth, geb. von der Osten          | Otto Frederik von der Osten Kommandant in Trondheim                             |
| Christian Frederik Knuth Baron von Liliendal | Adam Christopher Knuth Graf von Christiansdal | Anne Christine Knuth, geb. von der Osten          | Margareta von der Osten, geb. Vibe Priorin von Harboeske Enkekloster            |
| Christian Frederik Knuth Baron von Liliendal | Sophia Magdalena Knuth, geb. von Moltke       | Adam Gottlob von Moltke Oberhofmarschall          | Joachim von Moltke Landrat                                                      |
| Christian Frederik Knuth Baron von Liliendal | Sophia Magdalena Knuth, geb. von Moltke       | Adam Gottlob von Moltke Oberhofmarschall          | Magdalene Sophie von Moltke, geb. von Cothmann                                  |
| Christian Frederik Knuth Baron von Liliendal | Sophia Magdalena Knuth, geb. von Moltke       | Sophie Hedevig von Moltke, geb. von Raben         | Christian Frederik von Raben Geheimrat                                          |
| Christian Frederik Knuth Baron von Liliendal | Sophia Magdalena Knuth, geb. von Moltke       | Sophie Hedevig von Moltke, geb. von Raben         | Berte Scheel von Raben, geb. von Plessen Trägerin des Ordre de l’union parfaite |